# Pierre Migeon
Pierre Migeon IV (París, 1696–ibídem, 1758) fue un ebanista francés, uno de los principales exponentes del mobiliario barroco junto a André-Charles Boulle, Charles Cressent, Antoine Gaudreaux y Jean-François Oeben.

## Biografía
Era hijo de Pierre Migeon III (1665-1717), nieto de Pierre Migeon II (1637-1677) y bisnieto de Pierre Migeon I, todos ellos ebanistas, así como su hijo Pierre Migeon V (1733-1775). Se hizo cargo del taller familiar en 1739. Era calvinista, motivo quizá por el que no alcanzó la categoría de maître. Trabajó para el Garde-Meuble de la Couronne, la administración a cargo de la gestión de los muebles y objetos de arte destinados a la ornamentación de las residencias reales, así como para la marquesa de Pompadour. En una ocasión, la marquesa le dio una pensión de tres mil francos como gratitud por una chaise-percée que había elaborado para ella y que le gustó mucho.
En sus muebles empleaba lacas, taraceas, chapados y apliques de bronce cincelados y dorados. Una de sus especialidades eran los muebles convertibles, en los que empleaba «chapeados especulares» de palisandro o jacaranda. Fue de los primeros ebanistas en emplear chapeados de caoba.
Una de sus mejores obras fue el escritorio denominado de Vergennes (Museo del Louvre). Algunas de sus obras figuran en los palacios de Fontainebleau y Champs y en el Museo de Artes Decorativas de París.
Fue también comerciante de muebles de otros ebanistas, como Mathieu Criaerd, Roger Vandercruse y Jacques Dubois.